# 진천군립도서관
진천군립도서관(鎭川郡立圖書館)은 대한민국 충청북도 진천군 소재의 도서관이다.

## 연혁
- 2008년 10월 진천군립도서관 기본 및 실시 설계 수립
- 2009년 2월 진천군립도서관 건립공사 기공식
- 2009년 3월 진천군립도서관 건립공사 착공
- 2011년 8월 진천군립도서관 설치 및 운영 조례 제정
- 2011년 9월 진천군립도서관 설치 및 운영 조례 시행규칙 제정
- 2012년 7월 진천군평생학습센터 신설
- 2012년 9월 진천군립도서관 준공
- 2012년 10월 31일 진천군립도서관 개관식

## 시설현황
- 3층: 학습실, 정보화교육장, 종합자료실2, 무선인터넷실
- 2층: 열린학습실, 통신실, 멀티미디어실, 종합자료실1, 인터넷검색실2
- 1층: 소강의실1, 소강의실2, 문화사랑방, 어린이자료실, 점자자료실, 유아자료실, 인터넷검색실1, 기획전시실
- 지하1층: 생거러닝숍, 동아리방1, 휴게실, 보존서고, 사무실, 문서고1, 문서고2

## 이용 안내
이용 시간
- 종합자료실: 평일 09:00 ~ 22:00 / 주말 09:00 ~ 18:00
- 어린이자료실: 평일 09:00 ~ 18:00 / 주말 09:00 ~ 18:00
- 학습실: 평일 09:00 ~ 22:00 / 주말 09:00 ~ 18:00

휴관일
- 매주 월요일
- 매주 토·일요일을 제외한 법정 공휴일
- 임시 휴관일